# Der Pleier
Der Pleier (* vor 1230; † nach 1270) war ein spätmittelalterlicher Autor, der im Zeitraum von 1240 bis 1270 drei nachklassische Artusromane verfasste. Er stammte wahrscheinlich aus dem österreichisch-bayrischen Raum; sein Name geht vermutlich auf die mittelhochdeutsche Bezeichnung „Schmelzmeister“ zurück.

## Bedeutung
In der Literaturforschung wird er teilweise abwertend als „Compilator“ bezeichnet: Nach dieser Auffassung habe er seine Verse aus verschiedenen Artus-Romanen kopiert und ohne eigene kreative Leistung zu einer neuen Geschichte zusammengesetzt. Andere Forscher vertreten hingegen die Meinung, dem Pleier sei es in erster Linie darum gegangen, seine Werke in die literarische Tradition der Artusromane einzubetten – dies habe er durchaus bewusst und nicht etwa aus Einfallslosigkeit so gemacht.
Der Pleier setzte bei seinen Lesern genaue Kenntnisse der klassischen Artus-Romane voraus; der heutige Leser empfindet daher gewisse Elemente in der Handlung leicht als befremdlich und schwer verständlich.

## Werke
- Garel vom blühenden Tal
- Tandareis und Flordibel
- Meleranz